# 彼得山 (皇帝山脈)
47°36′33.5″N 12°14′47.6″E / 47.609306°N 12.246556°E

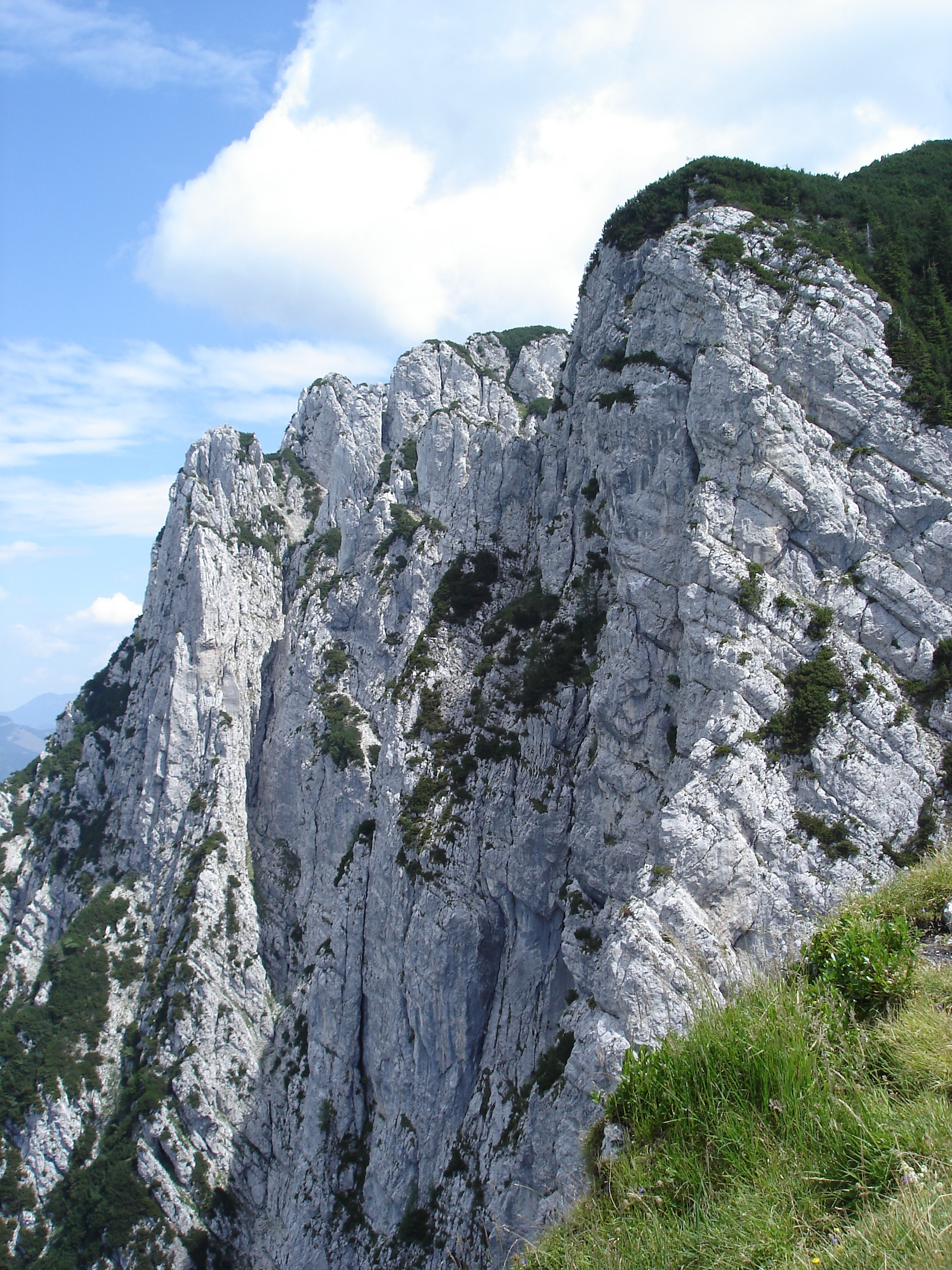

彼得山（德語：Petersköpfl），是奧地利的山峰，位於該國西部，由蒂羅爾州負責管轄，屬於皇帝山脈的一部分，該山峰海拔高度1,745米，每年平均降雨量1,847毫米。